# Kalkhoveberg
De Kalkhoveberg is een heuvel aan het Kalkovenbos in de Vlaamse Ardennen gelegen in de buurt van Kwaremont in de gemeente Kluisbergen. De helling zelf en de aanloop bestaan uit kasseien.

## Wielrennen
De helling werd vaker opgenomen in Dwars door Vlaanderen. De renners beklommen de helling tussen de Oude Kwaremont (welke slechts deels werd beklommen, tot het kruispunt in Kwaremont waar linksaf werd gegaan) en de Paterberg.